# 서울대모초등학교
서울대모초등학교(서울大母初等學校)는 대한민국 서울특별시 강남구에 있는 공립 초등학교이다.

## 연혁
- 1994년 서울대모국민학교 설립인가
- 1996년 서울대모국민학교 변경
- 2024년 8월 5일 개교 30주년

## 참고 자료
- 서울대모초등학교 - 한국교육학술정보원 학교알리미